# Contea di Marion (Kentucky)
La contea di Marion in inglese Marion County è una contea dello Stato del Kentucky, negli Stati Uniti. La popolazione al censimento del 2000 era di 18 212 abitanti. Il capoluogo di contea è Lebanon